# NGC 169
NGC 169 es una galaxia espiral en la constelación de Andrómeda en el hemisferio celeste norte. Se estima que se encuentra a 214 millones de años luz de la Vía Láctea y tiene un diámetro de alrededor de 160.000 años luz junto con IC 1559, forma el par de galaxias en interacción Arp 282 y KPG 13.
Halton Arp organizó su catálogo de galaxias inusuales en grupos según criterios puramente morfológicos. Este par de galaxias pertenece a la clase de galaxias dobles con entrada y atracción.
En la misma zona del cielo se encuentra la galaxia NGC 160.
El objeto fue descubierto el 18 de septiembre de 1857 por el astrónomo irlandés R. J. Mitchell, asistente de William Parsons.